# Sonido monoaural

Símbolo del sonido monoaural (1.0).

El sonido monoaural (o en disposición 1.0, abreviado frecuentemente como mono) es el sonido que solo está definido por un canal (ya sea una grabación captada con un solo micrófono o bien una mezcla final) y que origina un sonido semejante al escucharlo con un solo oído.
El sonido monoaural carece de la sensación espacial que proporciona la audición estereofónica.
Ha sido sustituido en su gran mayoría por el sonido estéreo en cuanto a aplicaciones de entretenimiento se refiere. Sin embargo, sigue siendo el estándar para las comunicaciones radiotelefónicas, redes telefónicas, y los sistemas de bucles de inducción usados en aparatos auditivos. Algunas emisoras de radio, principalmente las especializadas en programas hablados, prefieren transmitir en sonido monoaural debido a que este posibilita tener mayor fuerza de señal frente a una señal estereofónica de la misma potencia. De esta manera, la señal cubre un área más extensa y por ende, permite un índice más alto de radioescuchas.